# Cataglyphis mauritanicus
Cataglyphis mauritanicus é uma espécie de inseto do gênero Cataglyphis, pertencente à família Formicidae.